# S.S.D. Argentina Arma
Società Sportiva Dilettantistica Argentina Arma là một câu lạc bộ bóng đá Ý, có trụ sở tại Arma di Taggia, Liguria. Câu lạc bộ là đội đại diện hơn cho tỉnh Imperia với SSD Unione Sanremo.

## Lịch sử
Câu lạc bộ được thành lập vào năm 1928 với tên Arma Juve.
Đội đã được thăng hạng lần đầu tiên tại Serie D  trong mùa giải 2013-2014, sau khi giành chiến thắng trong trận play-off của Eccellenza Liguria với ASD Magra Azzurri  và sau khi bắt đầu thăng hoa từ Promozione vào năm 2012- 13 mùa.
Trong mùa giải 2014-15, trong giải đấu đầu tiên ở Serie D, đội được xếp hạng 15 và sau đó trụ hạng.
Trong mùa 2015-16 và mùa 2016-17 cũng tại Serie D, đội được xếp hạng lần lượt thứ 5 và thứ 8.

## Màu sắc và huy hiệu
Màu sắc của đội là đỏ và đen.

## Danh hiệu
- Eccellenza:
  - Vô địch (1): 2013-2014